# فالكون (قصص مصورة)
فالكون هو بطل خارق في مارفل كومكس من ابتكار ستان لي وجين كولان،ظهرت الشخصية لأول مرة في سبتمبر 1969.